# Орден преподобного Сергія Радонезького
Орден преподобного Сергія Радонезького — загальноцерковна нагорода Російської православної церкви, має три ступені.
Заснований Священним синодом Російської православної церкви 26 грудня 1978 року. При нагородженні вручається знак ордена та грамота. Носиться з лівого боку грудей. Виконаний у вигляді чотирикінцевого хреста, в центрі знаходиться круглий медальйон із зображенням преподобного Сергія Радонезького. Девіз ордена — «Смиренням возвишаємий» (наноситься на зворотний бік).
Нагороджуються ієрархи помісних православних церков, представники інославних церков і релігійних об'єднань за церковні та миротворчі заслуги, державні та громадські діячі всіх віросповідань — за плідну працю.

Орден прп. Сергія Радонезького III ступеня

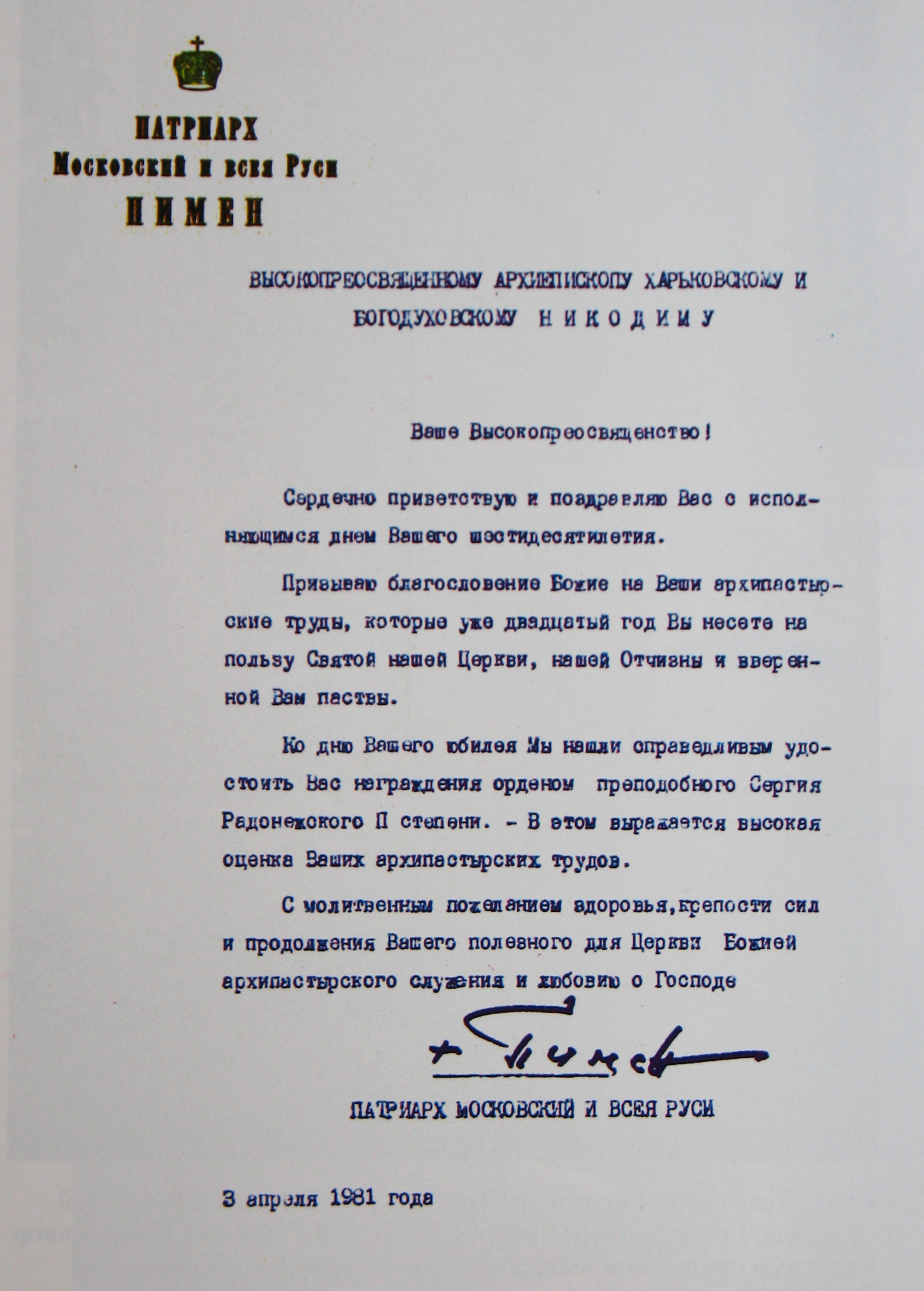
Нагородний лист ордена Сергія Радонезького, 1981 рік

## Нагороджені
- Романова Марія Володимирівна — голова Російського імператорського дому (2009 рік).